# Herrschaft Bronnen
Die Herrschaft Bronnen mit Sitz in Bronnen, heute ein Stadtteil von Gammertingen im Landkreis Sigmaringen in Baden-Württemberg, wurde 1706 vom Kloster Mariaberg erworben.
Im Rahmen der Säkularisation im Jahr 1802/03 kam die Herrschaft Bronnen an Württemberg.